# Stanser Joch
Stanser Joch är ett bergspass i Österrike.   Det ligger i distriktet Schwaz och förbundslandet Tyrolen, i den västra delen av landet, 400 km väster om huvudstaden Wien. Stanser Joch ligger 2 102 meter över havet.
Terrängen runt Stanser Joch är huvudsakligen bergig. Stanser Joch ligger uppe på en höjd. Närmaste större samhälle är Schwaz, 5,4 km söder om Stanser Joch. 
I omgivningarna runt Stanser Joch växer i huvudsak blandskog. Runt Stanser Joch är det ganska glesbefolkat, med 42 invånare per kvadratkilometer.